# 永久シード (プロボウリング)
日本国内のプロボウリングにおける永久シード（えいきゅうシード）とは、日本プロボウリング協会（JPBA）公認のトーナメントに出場する権利を半永久的に保障する制度である。

## 永久シード権獲得要件
JPBAに登録されているプロボウリング選手のうち、以下に示すプロボウリングトーナメント（個人戦）において、通算20回以上の優勝（20勝以上のタイトル）を獲得した者がその権利を得られる。
- JPBA公認のトーナメント（シニアチャンピオン・新人戦等を含む）
- 国際プロトーナメント（ジャパンカップ ボウリング・コリアンカップ等）
- その他、全米プロボウラーズ協会（PBA）等の海外におけるプロトーナメント

## 永久シード獲得選手
2024年11月現在

### 男子
- 矢島純一
- 酒井武雄
- 塚原次雄
- 保倉義孝 - 2010年12月19日に死去。
- 川添奨太
- 山本勲

### 女子
- 斉藤志乃ぶ
- 須田開代子 - 1995年11月20日に死去。
- 並木恵美子
- 中山律子
- 時本美津子
- 杉本勝子
- 金田惠子 - 2009年9月25日に死去。
- 稲橋和枝
- 姫路麗

### 永久シード選手だった者
- 西城正明 - 2010年2月27日にJPBAを退会。